# Orphée aux enfers
Orphée aux enfers francês: [ɔʁfe oz‿ɑ̃fɛʁ] (Orfeu no Submundo ou Orfeu no(s) Inferno(s)) é uma ópera cômica com música de Jacques Offenbach e letra de Hector Crémieux e Ludovic Halévy. Foi apresentada pela primeira vez como uma "opéra bouffon" de dois atos no Théâtre des Bouffes-Parisiens, Paris, em 21 de outubro de 1858, e foi amplamente revisada e ampliada em uma versão de "opéra féerie" de quatro atos, apresentada no Théâtre de la Gaîté, Paris, em 7 de fevereiro de 1874.

Pôster para o relançamento em Paris, 1878

A ópera é uma paródia da antiga lenda de Orfeu e Eurídice. Nessa versão, Orfeu não é o filho de Apolo, mas um rústico professor de violino. Ele fica feliz por se livrar de sua esposa, Eurídice, quando ela é raptada pelo deus do submundo, Plutão. Orfeu tem de ser intimidado pela opinião pública para tentar resgatar Eurídice. A conduta repreensível dos deuses do Olimpo na ópera foi amplamente vista como uma sátira velada da corte e do governo de Napoleão III, imperador dos franceses. Alguns críticos expressaram indignação com o desrespeito dos libretistas pela mitologia clássica e com a paródia do compositor à ópera Orfeo ed Euridice de Gluck, outros elogiaram muito a peça.
Orphée aux enfers foi a primeira ópera completa de Offenbach. A produção original de 1858 tornou-se um sucesso de bilheteria e ficou em cartaz até o ano seguinte, salvando Offenbach e sua companhia Bouffes de dificuldades financeiras. O relançamento de 1874 bateu recordes na bilheteria da Gaîté. A obra foi frequentemente encenada na França e internacionalmente durante a vida do compositor e ao longo do século XX. É uma de suas óperas mais executadas e continua a ser revivida no século XXI.
Na última década do século XIX, os cabarés parisienses Moulin Rouge e Folies Bergère adotaram a música do "Galop infernal" da cena culminante da ópera para acompanhar o cancã e, desde então, a melodia tem sido popularmente associada à dança.

## Histórico e primeiras produções

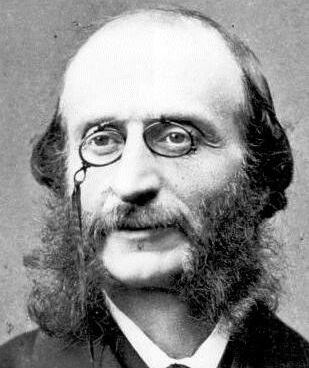
Offenbach c. 1860

Entre 1855 e 1858, Offenbach apresentou mais de duas dúzias de operetas em um ato, primeiro no Bouffes-Parisiens, Salle Lacaze, e depois no Bouffes-Parisiens, Salle Choiseul. As leis de licenciamento teatral permitiam a ele apenas quatro cantores em cada peça e, com elencos tão pequenos, obras completas estavam fora de questão. Em 1858, as restrições de licenciamento foram relaxadas, e Offenbach ficou livre para levar adiante uma obra em dois atos que estava em sua mente há algum tempo. Dois anos antes, ele havia dito a seu amigo, o escritor Hector Crémieux, que quando era diretor musical da Comédie-Française, no início da década de 1850, jurou se vingar do tédio que sofria com as posturas de heróis míticos e deuses do Olimpo nas peças apresentadas ali. Cremieux e Ludovic Halévy esboçaram um libreto para ele satirizando tais personagens. Em 1858, quando Offenbach finalmente conseguiu um elenco grande o suficiente para fazer jus ao tema, Halévy estava preocupado com seu trabalho como funcionário público sênior, e o libreto final foi creditado somente a Crémieux. A maioria dos papéis foi escrita tendo em mente os membros populares da companhia Bouffes, incluindo Désiré, Léonce, Lise Tautin e Henri Tayau como um Orphée que podia de fato tocar o violino de Orfeu.

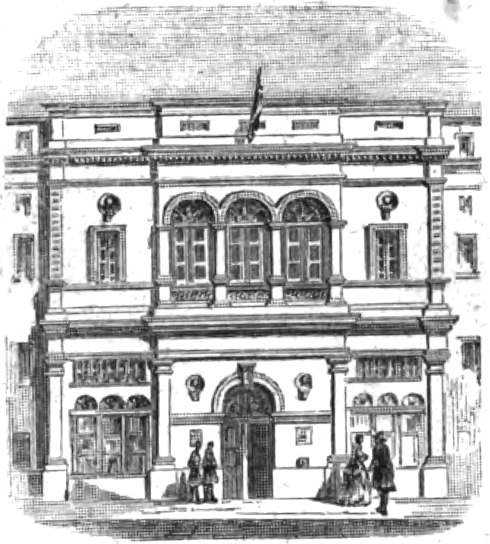
Bouffes-Parisiens, Salle Choiseul

A primeira apresentação ocorreu na Salle Choiseul em 21 de outubro de 1858. No início, a peça foi razoavelmente bem nas bilheterias, mas não foi o tremendo sucesso que Offenbach esperava. Ele insistia em encenações luxuosas para suas óperas: as despesas costumavam ser maiores do que as receitas, e ele precisava de uma peça que gerasse muito dinheiro.
Os negócios receberam um impulso inesperado do crítico Jules Janin, do Journal des débats. Ele havia elogiado as produções anteriores no Bouffes-Parisiens, mas ficou profundamente indignado com o que ele sustentava ser um ultraje blasfemo e lascivo - "uma profanação da santa e gloriosa antiguidade". Seu ataque e as respostas públicas irreverentes de Crémieux e Offenbach foram manchetes e provocaram um enorme interesse na peça entre o público parisiense, que se aglomerou para assisti-la. Em seu estudo de 1980 sobre Offenbach, Alexander Faris escreve: "Orphée tornou-se não apenas um triunfo, mas um culto". A peça teve 228 apresentações, em uma época em que uma apresentação de 100 noites era considerada um sucesso. Albert Lasalle, em sua história dos Bouffes-Parisiens (1860), escreveu que a peça foi encerrada em junho de 1859 - embora ainda tivesse um bom desempenho nas bilheterias - "porque os atores, que não conseguiam cansar o público, estavam exaustos".
Em 1874, Offenbach expandiu substancialmente a peça, dobrando a extensão da partitura e transformando a opéra bouffon intimista de 1858 em uma opéra féerie extravagante de quatro atos, com sequências substanciais de balé. Essa versão estreou no Théâtre de la Gaîté em 7 de fevereiro de 1874, teve 290 apresentações, e bateu recordes de bilheteria para aquele teatro. Durante a primeira apresentação da versão revisada, Offenbach a expandiu ainda mais, acrescentando balés que ilustravam o reino de Neptuno no Ato 3 e elevando o número total de cenas nos quatro atos para vinte e duas.

## Papéis
| Papel                                                                         | Tipo de voz                  | Elenco da estreia (versão em dois atos), 21 de outubro de 1858 (Maestro: Jacques Offenbach) | Elenco da estreia (versão em quatro atos), 7 de fevereiro de 1874 (Maestro: Albert Vizentini) |
| ----------------------------------------------------------------------------- | ---------------------------- | ------------------------------------------------------------------------------------------- | --------------------------------------------------------------------------------------------- |
| Pluton (Plutão), deus do submundo, disfarçado de Aristée (Aristeu), um pastor | tenor                        | Léonce                                                                                      | Achille-Félix Montaubry                                                                       |
| Jupiter, rei dos deuses                                                       | tenor baixo ou barítono alto | Désiré                                                                                      | Christian                                                                                     |
| Orphée (Orfeu),um músico                                                      | tenor                        | Henri Tayau                                                                                 | Meyronnet                                                                                     |
| John Styx, servo de Pluton, antigo rei da Beócia                              | tenor ou barítono            | Bache                                                                                       | Alexandre, fils                                                                               |
| Mercure (Mercúrio), mensageiro dos deuses                                     | tenor                        | J. Paul                                                                                     | Pierre Grivot                                                                                 |
| Bacchus (Baco), deus do vinho                                                 | falado                       | Antognini                                                                                   | Chevalier                                                                                     |
| Mars (Marte), deus da guerra                                                  | baixo                        | Floquet                                                                                     | Gravier                                                                                       |
| Eurydice (Eurídice), esposa de Orphée                                         | soprano                      | Lise Tautin                                                                                 | Marie Cico                                                                                    |
| Diane (Diana),deusa da castidade                                              | soprano                      | Chabert                                                                                     | Berthe Perret                                                                                 |
| L'Opinion publique (A Opinião Pública)                                        | mezzo-soprano                | Marguerite Macé-Montrouge                                                                   | Elvire Gilbert                                                                                |
| Junon (Juno), esposa de Júpiter                                               | soprano ou mezzo-soprano     | Enjalbert                                                                                   | Pauline Lyon                                                                                  |
| Vénus (Vênus),deusa da beleza                                                 | soprano                      | Marie Garnier                                                                               | Angèle                                                                                        |
| Cupidon (Cupido), deus do amor                                                | soprano (en travesti)        | Coralie Geoffroy                                                                            | Matz-Ferrare                                                                                  |
| Minerve (Minerva), deusa da sabedoria                                         | soprano                      | Marie Cico                                                                                  | Castello                                                                                      |
| Morphée (Morfeu),deus do sono                                                 | tenor                        | –                                                                                           | Damourette                                                                                    |
| Cybèle (Cibele), deusa da natureza                                            | soprano                      | –                                                                                           | Maury                                                                                         |
| Pomone (Pomona), deusa das frutas                                             | soprano                      | –                                                                                           | Durieu                                                                                        |
| Flore (Flora), deusa das flores                                               | soprano                      | –                                                                                           | B. Mery                                                                                       |
| Cérès (Ceres), deusa da agricultura                                           | soprano                      | –                                                                                           | Iriart                                                                                        |
| Amour                                                                         | mezzo-soprano                | –                                                                                           | Matz-Ferrare                                                                                  |
| Cerbère (Cérbero), guardião de três cabeças do submundo                       | latido                       | Tautin, snr.                                                                                | Monet                                                                                         |
| Minos                                                                         | barítono/tenor               | –                                                                                           | Scipion                                                                                       |
| Éaque (Éaco)                                                                  | tenor                        | –                                                                                           | Jean Paul                                                                                     |
| Rhadamante (Radamanto)                                                        | baixo                        | –                                                                                           | J. Vizentini                                                                                  |
| Deuses, deusas, musas, pastores, pastoras, lictores e espíritos do submundo   |                              |                                                                                             |                                                                                               |

## Sinopse

### Versão original de atos

#### Ato 1, Cena 1: O campo próximo a Tebas, Grécia Antiga

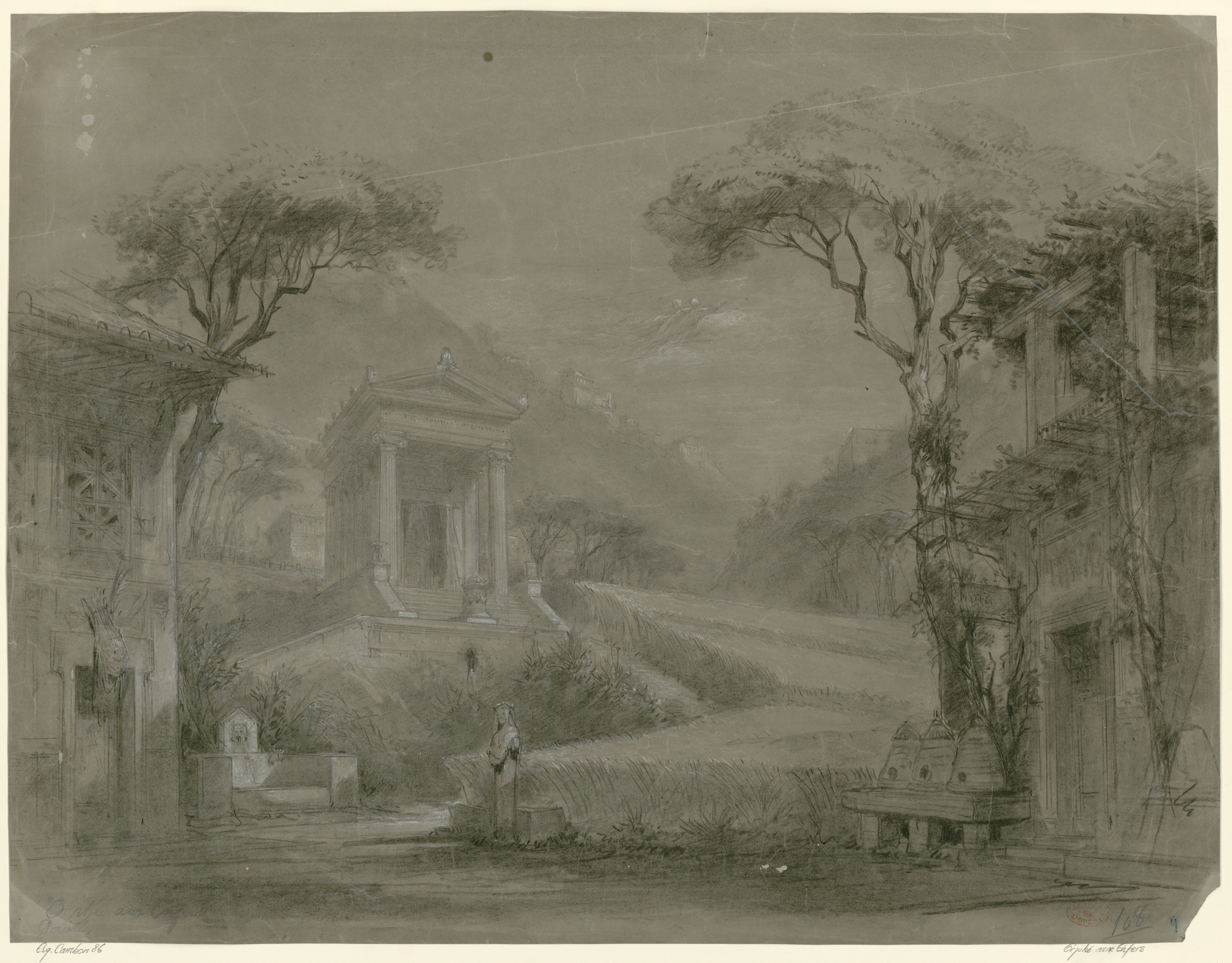
Cenário de Charles-Antoine Cambon para o Ato I, Cena 1, na edição revisada de 1874

Uma introdução falada com acompanhamento orquestral (Introdução e Melodrama) abre a obra. A Opinião Pública explica quem ela é - a guardiã da moralidade ("Qui suis-je? du Théâtre Antique"). Ela diz que, ao contrário do coro nas peças da Grécia Antiga, ela não apenas comenta a ação, mas intervém nela, para garantir que a história mantenha um tom moral elevado. Seus esforços são prejudicados pelos fatos da questão: Orphée não é o filho de Apolo, como no mito clássico, mas um rústico professor de música, cuja aversão à sua esposa, Eurídice, é sinceramente recíproca. Ela está apaixonada pelo pastor Aristée (Aristeu), que mora na casa ao lado ("La femme dont le coeur rêve"), e Orphée está apaixonado por Chloë, uma pastora. Quando Orphée confunde Eurydice com ela, tudo vem à tona, e Eurydice insiste que eles abandonem o casamento. Orphée, temendo a reação da opinião pública, atormenta sua esposa para manter o escândalo em segredo usando música de violino, que ela detesta ("Ah, c'est ainsi").

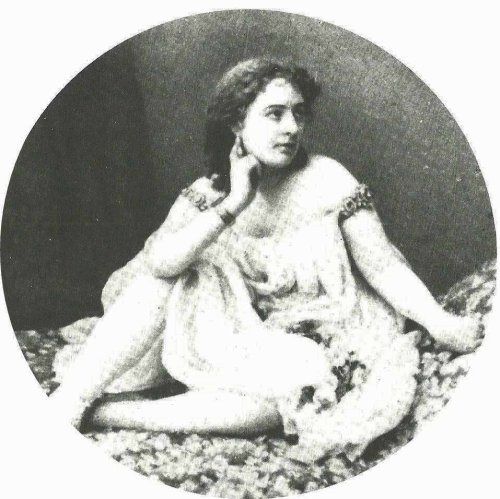
Marie Garnier como Vênus na produção original de 1858

Aristée entra. Embora pareça ser um pastor, ele é, na verdade, Pluton (Plutão), Deus do Submundo. Ele mantém seu disfarce cantando uma canção pastoril sobre ovelhas ("Moi, je suis Aristée"). Eurydice descobriu o que ela pensa ser uma conspiração de Orphée para matar Aristée - soltar cobras nos campos - mas que, na verdade, é uma conspiração entre Orphée e Pluton para matá-la, para que Pluton possa ficar com ela e Orphée se livrar dela. Pluton a engana para que caia na armadilha, demonstrando imunidade, e ela é mordida. Enquanto ela morre, Pluton se transforma em sua verdadeira forma (Cena da Transformação). Eurydice descobre que a morte não é tão ruim quando o Deus da Morte está apaixonado por alguém ("La mort m'apparaît souriante"). Eles descem ao Submundo assim que Eurídice deixa um bilhete dizendo ao marido que foi inevitavelmente detida.
Tudo parece estar indo bem para Orphée até que a Opinião Pública o alcança e ameaça arruinar sua carreira de professor de violino, a menos que ele vá resgatar sua esposa. Orphée concorda com relutância.

#### Ato 1, Cena 2: Olimpo
A cena muda para o Olimpo, onde os deuses estão dormindo ("Dormons, dormons"). Cupidon e Vénus entram separadamente de suas escapadas noturnas e se juntam a seus colegas adormecidos, mas todos são logo acordados pelo som da trombeta de Diane, supostamente uma caçadora e deusa casta. Ela lamenta a súbita ausência de Acteon, seu atual amor ("Quand Diane descend dans la plaine"), para sua indignação, Jupiter lhe diz que transformou Actaeon em um veado para proteger sua reputação. Mercury chega e relata que visitou o Submundo, para onde Pluton acaba de retornar com uma bela mulher. Pluton entra e é repreendido por Jupiter por sua vida privada escandalosa. Para alívio de Pluton, os outros deuses escolhem esse momento para se revoltarem contra o reinado de Jupiter, sua dieta entediante de ambrosia e néctar e o puro tédio do Olimpo ("Aux armes, dieux et demi-dieux!"). As exigências de Jupiter para saber o que está acontecendo os levam a apontar sua hipocrisia em detalhes, zombando de todos os seus assuntos mitológicos ("Pour séduire Alcmène la fière").
A chegada de Orphée, com a Opinião Pública ao seu lado, faz com que os deuses se comportem da melhor maneira possível ("Il approche! Il s'avance"). Orphée obedece à Opinião Pública e finge estar ansiando por Eurydice: ele ilustra sua suposta dor com um trecho de "Che farò senza Euridice" do Orfeu de Gluck. Pluton está preocupado de que será forçado a devolver Eurydice, Jupiter anuncia que está indo para o Submundo para resolver tudo. Os outros deuses imploram para ir com ele, e ele consente, e as celebrações em massa começam nesse feriado ("Gloire! gloire à Jupiter... Partons, partons").

#### Ato 2, Cena 1: Oboudoirde Pluton no Submundo

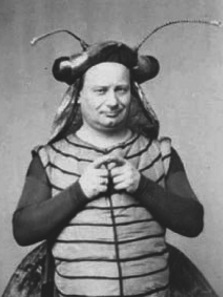
Jupiter transformado em uma mosca - Désiré, na produção de 1858

Eurydice está sendo mantida presa por Pluton e está achando a vida muito entediante. Seu carcereiro é um bêbado idiota chamado John Styx. Antes de morrer, ele era rei da Beócia (uma região da Grécia que Aristófanes transformou em sinônimo de caipiras), e ele canta para Eurydice um lamento triste por sua realeza perdida ("Quand j'étais roi de Béotie").
Jupiter descobre onde Pluton escondeu Eurydice e passa pelo buraco da fechadura, transformando-se em uma bela mosca dourada. Ele encontra Eurydice do outro lado e canta um dueto de amor com ela, no qual sua parte consiste inteiramente em zumbir ("Duo de la mouche"). Depois, ele se revela a ela e promete ajudá-la, principalmente porque a quer para si. Pluton é deixado repreendendo furiosamente John Styx.

#### Ato 2, Cena 2: As margens do rio Styx
A cena muda para uma grande festa que os deuses estão dando, onde ambrosia, néctar e decoro não estão em lugar algum ("Vive le vin! Vive Pluton!"). Eurydice está presente, disfarçada de bacante ("J'ai vu le dieu Bacchus"), mas o plano de Jupiter de tirá-la de lá às escondidas é interrompido por pedidos de dança. Jupiter insiste em um minueto, que todos os outros acham entediante ("La la la. Le menuet n'est vraiment si charmant"). As coisas se animam quando o número mais famoso da ópera, o "Galop infernal", começa, e todos os presentes se jogam nele com um abandono selvagem ("Ce bal est original").
A música sinistra de violino anuncia a aproximação de Orphée (Entrada de Orphée e Opinião Pública), mas Júpiter tem um plano e promete manter Eurídice longe de seu marido. Como no mito padrão, Orphée não deve olhar para trás, ou perderá Eurydice para sempre ("Ne regarde pas en arrière!"). A Opinião Pública o vigia de perto para evitar que ele trapaceie, mas Jupiter lança um raio que o faz pular e olhar para trás, e Eurydice desaparece. Em meio ao tumulto que se segue, Jupiter proclama que ela passará a pertencer ao deus Baco e se tornará uma de suas sacerdotisas. A Opinião Pública não está satisfeita, mas Pluton está farto de Eurydice, Orphée está livre dela e tudo termina bem.

### Versão revisada de 1874
O enredo é essencialmente o da versão de 1858. Em vez de dois atos com duas cenas cada, a versão posterior tem quatro atos, que seguem o enredo das quatro cenas do original. A versão revisada difere da primeira por ter várias sequências de balé interpoladas e alguns personagens e números musicais extras. Os acréscimos não afetam a narrativa principal, mas aumentam consideravelmente a extensão da partitura. No primeiro ato, há um coro de abertura para pastores e pastoras reunidos, e Orfeu tem um grupo de jovens estudantes de violino, que se despedem dele no final do ato. No Ato 2, Mercure recebe um número de entrada solo ("Eh hop!"). No terceiro ato, Eurídice tem um novo solo, os "Couplets des regrets" ("Ah! quelle triste destinée!"), Cupidon tem um novo número, os "Couplets des baisers" ("Allons, mes fins limiers"), os três juízes de Hades e um pequeno grupo de policiais são adicionados ao elenco para se envolverem na busca de Júpiter pela Eurídice escondida e, no final do ato, o furioso Pluton é capturado e levado por um enxame de moscas.

## Música
A partitura da ópera, que serviu de modelo para as muitas óperas completas de Offenbach que se seguiram, é descrita por Faris como tendo uma "abundância de dísticos" (canções com versos repetidos para um ou mais cantores), "uma variedade de outros solos e duetos, vários coros grandes e dois finais extensos". Offenbach escreveu em uma variedade de estilos - desde a veia pastoral rococó, passando pelo pastiche da ópera italiana, até o galope barulhento - exibindo, na análise de Faris, muitas de suas marcas pessoais, como melodias que "saltam para frente e para trás de uma maneira extraordinariamente acrobática, sem deixar de soar não apenas suavemente líricas, mas também espontâneas". Em números de ritmo acelerado, como o "Galop infernal", Offenbach faz da simplicidade uma virtude, muitas vezes mantendo a mesma tonalidade durante a maior parte do número, com uma instrumentação praticamente invariável. Em outras partes da partitura, Offenbach dá maior destaque à orquestra. No "duo de la mouche", a parte de Júpiter, que consiste em zumbir como uma mosca, é acompanhada pelo primeiro e segundo violinos tocando sul ponticello, para produzir um zumbido semelhante. No Le Figaro, Gustave Lafargue observou que o uso de Offenbach de um trinado de flautim pontuado por uma batida em um prato no final da primeira cena era uma recriação moderna de um efeito inventado por Gluck em sua partitura de Iphigénie en Aulide. Wilfrid Mellers também comenta sobre o uso do flautim por Offenbach para realçar os dísticos de Eurydice com "risadinhas de menina" no instrumento. Gervase Hughes comenta sobre a elaborada partitura do "ballet des mouches" (Ato 3, versão de 1874) e a chama de "um tour de force" que poderia ter inspirado Tchaikovski.

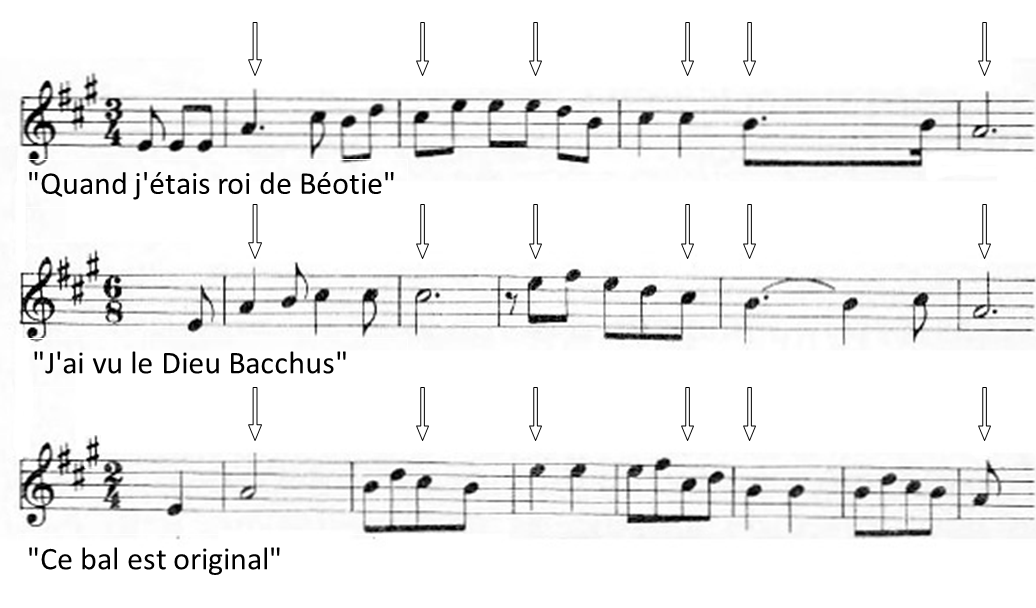
Temas de abertura de "Quand j'étais roi de Béotie", "J'ai vu le Dieu Bacchus" e o "Galop infernal", mostrando as principais notas em comum: A–C♯–E–C♯–B–A

Faris comenta que, em Orphée aux enfers, Offenbach mostra que era um mestre em estabelecer o clima por meio do uso de figuras rítmicas. Faris cita três números do segundo ato (versão de 1858), todos na tonalidade de Lá maior e usando notas idênticas quase na mesma ordem, "mas seria difícil imaginar uma diferença mais extrema de sentimento do que aquela entre a canção do Rei dos Boécios e o Galop". Em um estudo de 2014, Heather Hadlock comenta que, para a primeira, Offenbach compôs "uma melodia lânguida, mas inquieta" sobre um acompanhamento estático de baixo drone no estilo musette de harmonias tônicas e dominantes alternadas, evocando e zombando simultaneamente da nostalgia de um lugar e tempo perdidos e "criando uma tensão perpetuamente não resolvida entre pathos e ironia". Mellers acredita que a ária de Styx tem "um pathos que toca o coração" - talvez, ele sugere, o único exemplo de sentimento verdadeiro na ópera.
Em 1999, Thomas Schipperges escreveu no International Journal of Musicology que muitos estudiosos afirmam que a música de Offenbach desafia todos os métodos musicológicos. Ele não concordou e analisou o "Galop infernal", descobrindo que era sofisticado em muitos detalhes: "Apesar de toda a sua simplicidade, ela revela um projeto calculado. A 'economia' geral da peça serve a uma dramaturgia musical deliberada". Hadlock observa que, embora a música mais conhecida da ópera seja "impulsionada pelas energias propulsoras da comédia rossiniana" e pelo galope em ritmo acelerado, esses números animados são acompanhados por música mais majestosa em um estilo do século XVIII: "A sofisticação da partitura resulta do entrelaçamento da linguagem musical urbana contemporânea de Offenbach com um tom contido e melancólico que é minado e ironizado sem nunca ser totalmente desfeito".
Orphée aux enfers foi a primeira das principais obras de Offenbach a ter um coro. Em um estudo de 2017, Melissa Cummins comenta que, embora o compositor tenha usado o coro extensivamente como lacaios de Pluton, residentes entediados do Olimpo e bacantes no Hades, eles estão lá meramente para preencher as partes vocais nos grandes números do conjunto e "são tratados como uma multidão sem nome e sem rosto que simplesmente está por perto". Na cena do Olimpo, o coro tem uma seção incomum de bocca chiusa, marcada como "Bouche fermée", um efeito usado mais tarde por Bizet em Djamileh e por Puccini no "Coro a bocca chiusa" em Madama Butterfly.

### Edições
A orquestra do Bouffes-Parisiens era pequena, provavelmente com cerca de trinta músicos. A versão de 1858 de Orphée aux enfers é composta por duas flautas (a segunda dobrando o flautim), um oboé, dois clarinetes, um fagote, duas cornetas, um trombone, tímpanos, percussão (bumbo/címbalos, triângulo) e cordas. O estudioso de Offenbach, Jean-Christophe Keck, especula que as seções de cordas consistiam de, no máximo, seis primeiros violinos, quatro segundos violinos, três violas, quatro violoncelos e um contrabaixo. A partitura de 1874 exige forças orquestrais consideravelmente maiores: Offenbach acrescentou partes adicionais para as seções de sopro, metais e percussão. Para a estreia da versão revisada, ele contratou uma orquestra de sessenta músicos, bem como uma banda militar de mais quarenta músicos para a procissão dos deuses do Olimpo no final do segundo ato.
A música da versão de 1874 foi bem recebida pelos críticos contemporâneos, mas alguns críticos posteriores acharam que a partitura mais longa, com suas seções de balé estendidas, tem ocasionais trechos monótonos. No entanto, alguns dos números adicionados, particularmente os "Couplets des baisers" de Cupidon, o rondó "Eh hop" de Mercure e o "Coro do policial" ganharam popularidade, e alguns ou todos são frequentemente adicionados a apresentações que, de outra forma, usariam o texto de 1858.
Por mais de um século após a morte do compositor, uma das causas das reservas da crítica em relação a essa e suas outras obras foi a persistência do que o musicólogo Nigel Simeone chamou de versões "malfeitas, massacradas e distorcidas". Desde o início do século XXI, está em andamento um projeto para lançar partituras acadêmicas e confiáveis das óperas de Offenbach, sob a direção editorial de Keck. A primeira a ser publicada, em 2002, foi a versão de 1858 de Orphée aux enfers. A Offenbach Edition Keck publicou posteriormente a partitura de 1874 e outra baseada nas versões de 1858 e 1874.

### Abertura e galope
A abertura mais conhecida e mais gravada de Orphée aux enfers não é de Offenbach e não faz parte das partituras de 1858 ou 1874. Ela foi arranjada pelo músico austríaco Carl Binder (1816-1860) para a primeira produção da ópera em Viena, em 1860. A partitura de Offenbach de 1858 tem uma introdução orquestral curta de 104 compassos, ela começa com uma melodia tranquila para instrumentos de sopro em madeira, seguida pelo tema do minueto de Júpiter no Ato 2, em A♭, e segue por meio de uma fuga zombeteira em Fá maior para o monólogo de abertura da Opinião Pública. A abertura da versão de 1874 é uma peça de 393 compassos, na qual o minueto de Júpiter e a canção de John Styx se repetem, intercalados com muitos temas da partitura, incluindo "J'ai vu le Dieu Bacchus", os dísticos "Je suis Vénus", o "Rondeau des métamorphoses", a seção "Partons, partons" do final do Ato 2 e o galope do Ato 4.
Quinze anos, aproximadamente, após a morte de Offenbach, o galope do Ato 2 (ou Ato 4 na versão de 1874) tornou-se uma das peças musicais mais famosas do mundo, quando o Moulin Rouge e o Folies Bergère a adotaram como música regular de seu cancã. Keck comentou que o "galop infernal" original era um caso consideravelmente mais espontâneo e tumultuado do que o cancã do fin de siècle (Keck compara o original a uma rave moderna), mas a melodia agora é inseparável, na mente do público, das dançarinas de cancã de alto nível.

### Números
| Versão de 1858                                     | Versão de 1874 |
| -------------------------------------------------- | --- |
| Ato 1: Cena 1                                      | Ato 1 |
| Abertura                                           | Abertura |
| "Qui je suis?" (Quem sou eu?) – L'Opinion publique | Choeur des bergers: "Voici la douzième heure" (O coro dos pastores: Esta é a décima segunda hora) – Coro, Le Licteur, L'Opinion publique                                                                            |
|                                                    | "Conseil municipal de la ville de Thèbes" (O Conselho Municipal de Tebas) – Coro |
| "La femme dont le coeur rêve"                      | "La femme dont le cœur rêve" (A mulher cujo coração está sonhando) – Eurydice |
| Duo du concerto                                    | Duo du concerto "Ah! C'est ainsi!" (Dueto de concerto: Ah, é isso!) – Orphée, Eurydice |
|                                                    | Balé pastoral |
| "Moi, je suis Aristée"                             | "Moi, je suis Aristée" (Eu sou Aristée) – Aristée |
| "La mort m'apparaît souriante"                     | "La mort m'apparaît souriante" (A morte aparece para mim sorrindo) – Eurydice |
|                                                    | "Libre! O bonheur!" (Grátis! Oh, que alegria!) – Orphée, Coro |
| "C'est l'Opinion publique"                         | "C'est l'Opinion publique" (É a Opinião Pública) – L'Opinion publique, Orphée, Coro |
|                                                    | Valse des petits violonistes: "Adieu maestro" (Valsa dos pequenos violinistas) – Coro, Orphée |
| "Viens! C'est l'honneur qui t'appelle!"            | "Viens! C'est l'honneur qui t'appelle!" (Venha, é a honra que o chama) – L'Opinion publique, Orphée, Coro |
| Ato 1: Cena 2                                      | Ato 2 |
| Entr'acte                                          | Entr'acte |
| Choeur du sommeil                                  | Choeur du sommeil – "Dormons, dormons" (Vamos dormir) – Coro |
| "Je suis Cupidon" – Cupidon, Vénus                 | "Je suis Vénus" – Vénus, Cupidon, Mars |
|                                                    | Divertissement des songes et des heures (Divertissement de sonhos e horas) "Tzing, tzing tzing" – Morphée |
| "Par Saturne, quel est ce bruit"                   | "Par Saturne, quel est ce bruit" (Por Saturno! Que barulho é esse?) – Jupiter, Coro |
| "Quand Diane descend dans la plaine"               | "Quand Diane descend dans la plaine" (Quando Diana vai para a planície) – Diane, Coro |
|                                                    | "Eh hop! eh hop! place à Mercure" (Ei, presto! Abram alas para Mercúrio!) – Mercure, Junon, Jupiter |
|                                                    | Air en prose de Pluton: "Comme il me regarde!" (Ária em prosa de Pluton: Como ele me olha!) |
| "Aux armes, dieux et demi-dieux!"                  | "Aux armes, dieux et demi-dieux!" (Às armas, deuses e semideuses!) – Diane, Vénus, Cupidon, Chorus, Jupiter, Pluton                                                                                                 |
| Rondeau des métamorphoses                          | Rondeau des métamorphoses: "Pour séduire Alcmène la fière" (Para seduzir a orgulhosa Alcmene) – Minerve, Diane, Cupidon, Vénus and Chorus (1858); Diane, Minerve, Cybèle, Pomone, Vénus, Flore, Cérès e Coro (1874) |
| "Il approche! Il s'avance!"                        | "Il approche! Il s'avance" (Ele está perto! Lá vem ele!) – Pluton, Les dieux, L'Opinion publique, Jupiter, Orphée, Mercure, Cupidon, Diane, Vénus                                                                   |
| "Gloire! gloire à Jupiter... Partons, partons"     | "Gloire! gloire à Jupiter... Partons, partons" (Glória a Júpiter! Vamos lá!) – Pluton, Les dieux, L'Opinion publique, Jupiter, Orphée, Mercure, Cupidon, Diane, Vénus                                               |
| Ato 2: Cena 1                                      | Ato 3 |
| Entr'acte                                          | Entr'acte |
|                                                    | "Ah! quelle triste destinée!" (Ah! Que destino triste!) – Eurydice |
| "Quand j'étais roi de Béotie"                      | "Quand j'étais roi de Béotie" (Quando eu era rei da Beócia) – John Styx |
|                                                    | "Minos, Eaque et Rhadamante" – Minos, Eaque, Rhadamante, Bailiff |
|                                                    | "Nez au vent, oeil au guet" (Com o nariz no ar e os olhos atentos) – Policial |
|                                                    | "Allons, mes fins limiers" (Em frente, meus belos cães de caça) – Cupidon e Policial |
|                                                    | "Le beau bourdon que voilà" (Que lindo filhotinho azul) – Policial |
| Duo de la mouche                                   | Duo de la mouche "Il m'a semblé sur mon épaule" (Dueto da mosca: Pareceu-me que estava em meu ombro) – Eurydice, Jupiter                                                                                            |
| Finale: "Bel insecte à l'aile dorée"               | Finale: "Bel insecte à l'aile dorée" – (Belo inseto com asas douradas), Scène et ballet des mouches: Introdução, andante, valsa, galope – Eurydice, Pluton, John Styx                                               |
| Ato 2: Cena 2                                      | Ato 4 |
| Entr'acte                                          | Entr'acte |
| "Vive le vin! Vive Pluton!"                        | "Vive le vin! Vive Pluton!"– Coro |
| "Allons! ma belle bacchante"                       | "Allons! ma belle bacchante" (Vá em frente, minha linda bacante) – Cupidon |
| "J'ai vu le Dieu Bacchus"                          | "J'ai vu le Dieu Bacchus" (Eu vi o Deus Baco) – Eurydice, Diane, Vénus, Cupidon, coro |
| Menuet et Galop                                    | Menuet et Galop "Maintenant, je veux, moi qui suis mince et fluet... Ce bal est original, d'un galop infernal" (Agora, como sou magro e ágil, quero... Este baile é fora do comum: um galope infernal) – Todos      |
| Finale: "Ne regarde pas en arrière!"               | Finale: "Ne regarde pas en arrière!" (Não olhe para trás) – L'Opinion publique, Jupiter, Les dieux, Orphée, Eurydice                                                                                                |

## Recepção

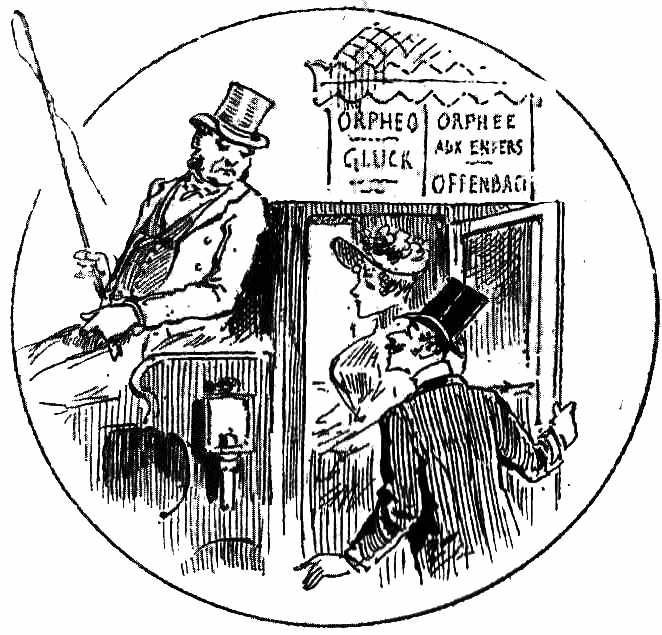
Comparação entre os Orphées de Gluck e Offenbach:"Leve-nos ao teatro onde estão apresentando Orfeu.""O Orfeu chato ou o Orfeu engraçado?"

### Século XIX
Desde o início, Orphée aux enfers dividiu a opinião da crítica. A condenação furiosa de Janin fez muito mais bem do que mal à obra, e contrastou com a crítica elogiosa da estreia feita por Jules Noriac no Figaro-Programme, que chamou a obra de "sem precedentes, esplêndida, ultrajante, graciosa, deliciosa, espirituosa, divertida, bem-sucedida, perfeita, afinada". Bertrand Jouvin, no Le Figaro, criticou alguns membros do elenco, mas elogiou a encenação - "um show de fantasia, que tem toda a variedade, todas as surpresas da ópera de fadas". A Revue et gazette musicale de Paris considerou que, embora fosse errado esperar muito de uma peça desse gênero, Orphée aux enfers foi uma das obras mais notáveis de Offenbach, com encantadores dísticos para Eurídice, Aristée-Pluton e o rei da Boécia. O Le Ménestrel chamou o elenco de "puro-sangue", que fez plena justiça a "todas as piadas encantadoras, todas as deliciosas originalidades, todas as esquisitices farsescas lançadas em profusão na música de Offenbach".
Ao escrever sobre a versão revisada de 1874, os autores de Les Annales du théâtre et de la musique disseram: "Orphée aux enfers é, acima de tudo, um bom espetáculo. A música de Offenbach manteve sua juventude e seu espírito. A divertida opereta de outrora se tornou uma esplêndida extravagância", contra a qual Félix Clément e Pierre Larousse escreveram em seu Dictionnaire des Opéras (1881) que a peça é "uma paródia grosseira e grotesca" repleta de "cenas vulgares e indecentes" que "exalam um odor doentio".
A ópera foi amplamente vista como contendo uma sátira mal disfarçada do regime de Napoleão III, mas as primeiras críticas da imprensa à obra se concentraram em sua zombaria de autores clássicos reverenciados, como Ovídio e a música igualmente sacrossanta do Orfeo de Gluck. Faris comenta que a sátira perpetrada por Offenbach e seus libretistas era mais atrevida do que contundente, e Richard Taruskin, em seu estudo sobre a música do século XIX, observa: "A licenciosidade calculada e o sacrilégio fingido, que atraíram com sucesso os críticos mais enfadonhos, foram reconhecidos por todos pelo que eram – um paliativo social, o oposto da crítica social [...] O espetáculo dos deuses do Olimpo dançando o cancã não ameaçava a dignidade de ninguém". O imperador gostou muito de Orphée aux enfers quando a assistiu em uma apresentação de comando em 1860, ele disse a Offenbach que "nunca esqueceria aquela noite deslumbrante".

### Séculos XX e XXI
Após a morte de Offenbach, sua reputação na França sofreu um eclipse temporário. Nas palavras de Faris, suas óperas cômicas foram "descartadas como lembranças irrelevantes e meretrícias de um Império desacreditado". Os obituaristas de outros países também consideraram que as óperas cômicas, incluindo Orphée, eram efêmeras e seriam esquecidas. Na época do centenário do compositor, em 1919, já estava claro há alguns anos que essas previsões estavam erradas. Orphée foi frequentemente revivida, assim como várias outras de suas óperas, e as críticas por motivos morais ou musicais haviam praticamente cessado. Gabriel Groviez escreveu no The Musical Quarterly:

O libreto de Orphée transborda de espírito e humor, e a partitura é repleta de inteligência cintilante e charme melodioso. É impossível analisar adequadamente uma peça em que a idiotice mais sublime e a fantasia mais surpreendente se chocam a todo momento. [...] Offenbach nunca produziu uma obra mais completa.Original (em inglês): The libretto of Orphée overflows with spirit and humour and the score is full of sparkling wit and melodious charm. It is impossible to analyse adequately a piece wherein the sublimest idiocy and the most astonishing fancy clash at every turn. [...] Offenbach never produced a more complete work.— Gabriel Groviez  (em inglês)
Entre os críticos modernos, Traubner descreve Orphée como "a primeira grande opereta francesa clássica completa [...] clássica (em ambos os sentidos do termo)", embora considere a revisão de 1874 como "exagerada". Peter Gammond escreve que o público apreciou a frivolidade da obra, ao mesmo tempo em que reconheceu que ela está enraizada nas melhores tradições da opéra comique. Entre os escritores do século XXI, Bernard Holland comentou que a música é "lindamente feita, incansavelmente alegre, relutantemente séria", mas não mostra, como os posteriores Os Contos de Hoffmann, "o compositor profundamente talentoso que Offenbach realmente foi". Andrew Lamb comentou que, embora Orphée aux enfers tenha continuado a ser a obra mais conhecida de Offenbach, "um consenso sobre a melhor de suas operetas provavelmente preferiria La vie parisienne por seu brilho, La Périchole por seu charme e La belle Hélène por seu brilhantismo geral". Kurt Gänzl escreve em The Encyclopedia of the Musical Theatre que, em comparação com os esforços anteriores, Orphée aux enfers era "algo em uma escala diferente [...] uma paródia gloriosamente imaginativa da mitologia clássica e de eventos modernos decorados com a música bouffe mais risonha de Offenbach". Em um estudo de 2014 sobre paródia e burlesco em Orphée aux enfers, Hadlock escreve:

Com Orphée aux enfers, o gênero que hoje conhecemos como opereta reuniu suas forças e deu um salto, mantendo o estilo rápido e conciso de seus antecessores de um ato, sua sensibilidade absurda e arriscada e sua economia em criar o máximo de impacto cômico com recursos limitados. Ao mesmo tempo, ela reflete o desejo de Offenbach de estabelecer a si mesmo e a sua companhia como herdeiros legítimos da tradição cômica francesa do século XVIII de Philidor e Grétry.Original (em inglês): With Orphée aux enfers, the genre we now know as operetta gathered its forces and leapt forward, while still retaining the quick, concise style of its one-Act predecessors, their absurdist and risqué sensibility, and their economy in creating maximum comic impact with limited resources. At the same time, it reflects Offenbach's desire to establish himself and his company as legitimate heirs of the eighteenth-century French comic tradition of Philidor and Grétry.— Heather Hadlock  (em inglês)

## Relançamentos

### França

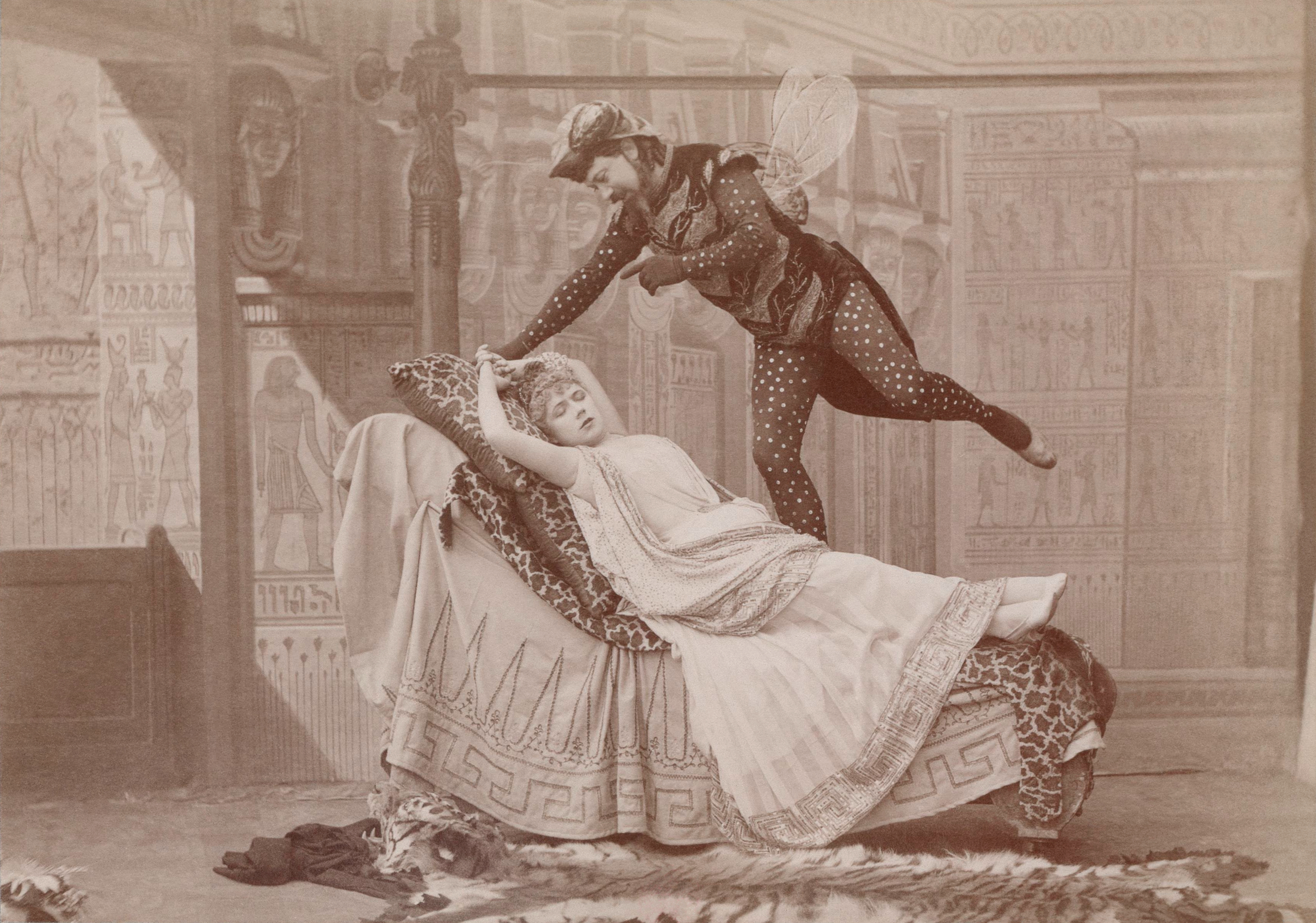
Jeanne Granier e Eugène Vauthier como Eurydice e Júpiter, 1887 - "Bel insecte à l'aile dorée"

Entre a primeira apresentação e o primeiro relançamento em Paris, em 1860, a companhia do Bouffes-Parisiens fez uma turnê pelas províncias francesas, onde Orphée aux enfers foi relatado como um sucesso "imenso" e "incrível". Tautin foi sucedido no papel de Eurydice por Delphine Ugalde quando a produção foi relançada no Bouffes-Parisiens em 1862 e novamente em 1867.
O primeiro relançamento da versão de 1874 foi no Théâtre de la Gaîté, em 1875, com Marie Blanche Peschard como Eurydice. Em janeiro de 1878, a peça foi reapresentada novamente com Meyronnet (Orphée), Peschard (Eurydice), Christian (Júpiter), Habay (Pluton) e Pierre Grivot como Mercure e John Styx, Para a temporada da Exposition Universelle no final daquele ano, Offenbach retomou a peça, com Grivot como Orphée, Peschard como Eurydice, o velho amigo e rival do compositor, Hervé, como Júpiter e Léonce como Pluton. A ópera foi vista novamente no Gaîté em 1887 com Taufenberger (Orphée), Jeanne Granier (Eurydice), Eugène Vauthier (Júpiter) e Alexandre (Pluton). Houve um relançamento no Éden-Théâtre (1889) com Minart, Granier, Christian e Alexandre.
As releituras do século XX em Paris incluíram produções no Théâtre des Variétés (1902) com Charles Prince (Orphée), Juliette Méaly (Eurydice), Guy (Júpiter) e Albert Brasseur (Pluton), e em 1912 com Paul Bourillon, Méaly, Guy e Prince; no Théâtre Mogador (1931) com Adrien Lamy, Manse Beaujon, Max Dearly e Lucien Muratore; no Opéra-Comique (1970) com Rémy Corazza, Anne-Marie Sanial, Michel Roux e Robert Andreozzi; no Théâtre de la Gaïté-Lyrique (1972) com Jean Giraudeau, Jean Brun, Albert Voli e Sanial; e no Théâtre français de l'Opérette, Espace Cardin (1984)com vários elencos, incluindo (em ordem alfabética) André Dran, Maarten Koningsberger, Martine March, Martine Masquelin, Marcel Quillevere, Ghyslaine Raphanel, Bernard Sinclair e Michel Trempont. Em janeiro de 1988, a obra recebeu suas primeiras apresentações na Paris Opéra, com Michel Sénéchal (Orphée), Danielle Borst (Eurydice), François Le Roux (Júpiter), e Laurence Dale (Pluton).
Em dezembro de 1997, uma produção de Laurent Pelly foi exibida na Opéra National de Lyon, onde foi filmada para DVD, com Yann Beuron (Orphée), Natalie Dessay (Eurydice), Laurent Naouri (Júpiter) e Jean-Paul Fouchécourt (Pluton), sob a regência de Marc Minkowski. A produção teve origem em Genebra, onde foi apresentada em setembro – em uma antiga usina hidrelétrica usada como área de palco enquanto o Grand Théâtre era reformado – por um elenco liderado por Beuron, Annick Massis, Naouri, e Éric Huchet.

### Europa continental
Acredita-se que a primeira produção fora da França tenha sido na Breslávia, em outubro de 1859. Em dezembro do mesmo ano, a ópera foi inaugurada em Praga. A obra foi apresentada em alemão no Carltheater, em Viena, em março de 1860, em uma versão de Ludwig Kalisch, revisada e embelezada por Johann Nestroy, que interpretou Júpiter. Zombar da mitologia greco-romana tinha uma longa tradição no teatro popular de Viena, e o público não teve dificuldade em aceitar o desrespeito que havia indignado Jules Janin e outros em Paris. Foi para essa produção que Carl Binder montou a versão da abertura que hoje é a mais conhecida. Houve reprises no mesmo teatro em fevereiro e junho de 1861 (ambas apresentadas em francês) e no Theater an der Wien em janeiro de 1867. Em 1860, a obra teve estreias locais em Bruxelas, Estocolmo, Copenhague e Berlim. Seguiram-se produções em Varsóvia, São Petersburgo e Budapeste, e depois em Zurique, Madri, Amsterdã, Milão e Nápoles.
Gänzl menciona, entre "inúmeras outras produções [...] um grande e vistoso renascimento alemão sob a direção de Max Reinhardt" no Großes Schauspielhaus, Berlim, em 1922. Uma produção mais recente de Berlim foi dirigida por Götz Friedrich em 1983, um vídeo da produção foi lançado. As produções de 2019 incluem as dirigidas por Helmut Baumann na Volksoper de Viena e por Barrie Kosky na Haus für Mozart, em Salzburgo, com um elenco encabeçado por Anne Sofie von Otter como L'Opinion publique, uma coprodução entre o Festival de Salzburgo, a Komische Oper Berlin e a Deutsche Oper am Rhein.

### Grã-Bretanha

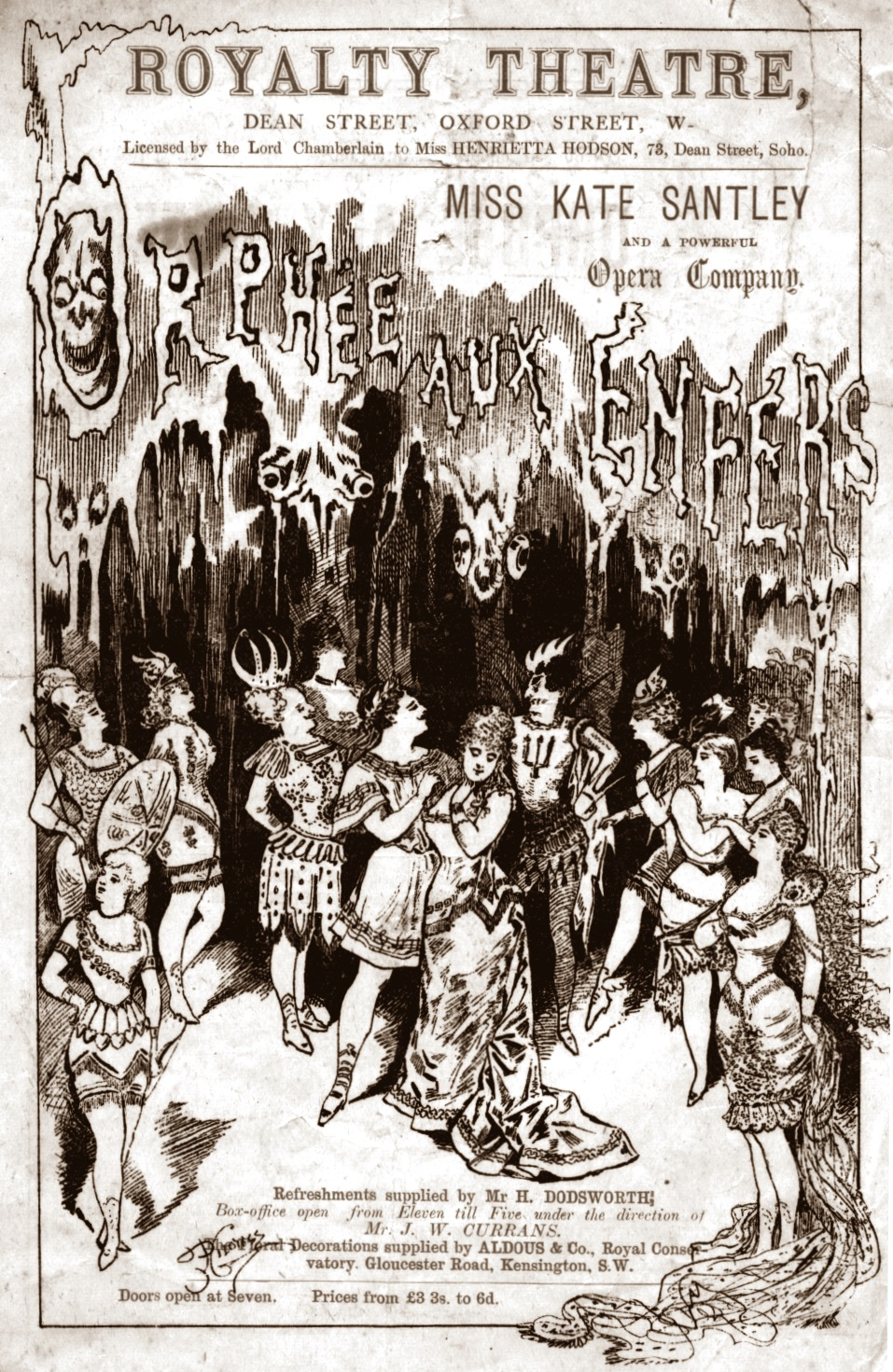
Anúncio da produção londrina de 1876, apresentada em inglês, apesar do título em francês

A primeira produção londrina da obra foi no Her Majesty's Theatre, em dezembro de 1865, em uma versão em inglês de J. R. Planché intitulada Orpheus in the Haymarket. Houve produções no West End no original francês em 1869 e 1870 por companhias dirigidas por Hortense Schneider. Versões em inglês foram produzidas por Alfred Thompson (1876) e Henry S. Leigh (1877). Uma adaptação de Herbert Beerbohm Tree e Alfred Noyes foi apresentada no His Majesty's em 1911. A ópera não foi vista novamente em Londres até 1960, quando uma nova adaptação de Geoffrey Dunn foi inaugurada no Sadler's Wells Theatre, essa produção de Wendy Toye foi reexibida com frequência entre 1960 e 1974. Uma versão em inglês de Snoo Wilson para a English National Opera (ENO), montada no London Coliseum em 1985, foi reexibida em 1987. Uma coprodução da Opera North e da D'Oyly Carte Opera Company em uma versão de Jeremy Sams estreou em 1992 e foi reprisada várias vezes. Em 2019, a ENO apresentou uma nova produção dirigida por Emma Rice, que estreou com críticas desfavoráveis.

### Fora da Europa
A primeira produção em Nova Iorque foi no Stadt Theater, em alemão, em março de 1861, a produção ficou em cartaz até fevereiro de 1862. Mais duas produções foram cantadas em alemão: em dezembro de 1863, com Fritze, Knorr, Klein e Frin von Hedemann, e dezembro de 1866, com Brügmann, Knorr, Klein e Frin Steglich-Fuchs. A ópera foi produzida no Theatre Français em janeiro de 1867, com Elvira Naddie, e no Fifth Avenue Theatre em abril de 1868, com Lucille Tostée. Em dezembro de 1883, foi produzida no Bijou Theatre, com Max Freeman, Marie Vanoni, Digby Bell e Harry Pepper. Houve produções no Rio de Janeiro em 1865, em Buenos Aires em 1866, na Cidade do México em 1867 e em Valparaíso em 1868. A ópera foi encenada pela primeira vez na Austrália, no Princess Theatre, em Melbourne, em março de 1872, no texto de Planché, em Londres, com Alice May como Eurydice.
Uma produção espetacular de Reinhardt foi apresentada em Nova York em 1926. A Ópera da Cidade de Nova Iorque encenou a obra, sob a regência de Erich Leinsdorf, em 1956, com Sylvia Stahlman como Eurydice e Norman Kelley como Pluton. Produções mais recentes nos Estados Unidos incluíram uma versão de 1985 da Ópera de Santa Fé e a versão de 1985 da ENO, que foi encenada nos Estados Unidos pela Houston Grand Opera (coprodutores) em 1986 e pela Ópera de Los Angeles em 1989.

### Século XXI mundialmente
Em abril de 2019, o site Operabase registrou 25 produções passadas ou programadas da ópera a partir de 2016, em francês ou em tradução: nove na Alemanha, quatro na França, duas na Grã-Bretanha, duas na Suíça, duas nos EUA e produções em Gdańsk, Liège, Ljubljana, Malmö, Praga e Tóquio.

## Gravações

Pôster do relançamento de 1867

### Audio

#### Em francês
Há três gravações completas. A primeira, de 1951, apresenta o Coro e a Orquestra da Filarmônica de Paris, sob a regência de René Leibowitz, com Jean Mollien (Orphée), Claudine Collart (Eurydice), Bernard Demigny (Júpiter) e André Dran (Pluton). Ela usa a versão de 1858. Uma edição de 1978 da EMI emprega a versão ampliada de 1874, ela apresenta o Coro e a Orquestra do Capitólio de Toulouse sob a regência de Michel Plasson, com Michel Sénéchal (Orphée), Mady Mesplé (Eurydice), Michel Trempont (Júpiter) e Charles Burles (Pluton). Uma gravação de 1997 da partitura de 1858 com alguns acréscimos da revisão de 1874 apresenta o Coro e a Orquestra da Opéra National de Lyon, sob a regência de Marc Minkowski, com Yann Beuron (Orphée), Natalie Dessay (Eurydice), Laurent Naouri (Júpiter) e Jean-Paul Fouchécourt (Pluton).

#### Em inglês
Em 2022, a única gravação da obra completa feita em inglês é a produção de 1995 da D'Oyly Carte, conduzida por John Owen Edwards, com David Fieldsend (Orfeu), Mary Hegarty (Eurídice), Richard Suart (Júpiter) e Barry Patterson (Plutão). Utiliza a partitura de 1858 com alguns acréscimos da revisão de 1874. O texto em inglês é de Jeremy Sams. Foram gravados trechos estendidos de duas produções anteriores: Sadler's Wells (1960), sob a regência de Alexander Faris, com June Bronhill como Eurídice e Eric Shilling como Júpiter; e English National Opera (1985), sob a regência de Mark Elder, com Stuart Kale (Orfeu), Lillian Watson (Eurídice), Richard Angas (Júpiter) e Émile Belcourt (Plutão).

#### Em alemão
Foram feitas três gravações completas em alemão. A primeira, gravada em 1958, apresenta a Orquestra Sinfônica e o Coro da Rádio da Alemanha do Norte, sob a regência de Paul Burkhard, com Heinz Hoppe (Orfeu), Anneliese Rothenberger como Eurídice (Eurydike), Max Hansen como Júpiter e Ferry Gruber como Plutão. Rothenberger repetiu seu papel em um conjunto da EMI de 1978, com a Philharmonia Hungarica e o Coro da Ópera de Colônia, sob a regência de Willy Mattes, com Adolf Dellapozza (Orfeu), Benno Kusche (Júpiter) e Gruber (Plutão). Uma gravação baseada na produção berlinense de 1983, de Götz Friedrich, apresenta a Orquestra e o Coro da Deutsche Oper Berlin, sob a regência de Jesús López Cobos, com Donald Grobe (Orfeu), Julia Migenes (Eurydike), Hans Beirer (Júpiter) e George Shirley (Plutão).

### Video
Foram lançadas gravações em DVD baseadas na produção de Herbert Wernicke em 1997 no Théâtre de la Monnaie, em Bruxelas, com Alexandru Badea (Orpheus), Elizabeth Vidal (Eurydice), Dale Duesing (Júpiter) e Reinaldo Macias (Pluton), e a produção de Laurent Pelly do mesmo ano, com Natalie Dessay (Eurydice), Yann Beuron (Orphée), Laurent Naouri (Júpiter) e Jean-Paul Fouchécourt (Pluton). Uma versão em inglês feita para a BBC em 1983 foi lançada em DVD. É dirigida por Faris e conta com Alexander Oliver (Orpheus), Lillian Watson (Eurydice), Denis Quilley (Jupiter) e Émile Belcourt (Pluto). A produção de Berlim de Friedrich foi filmada em 1984 e foi lançada em DVD. Um DVD da produção do Festival de Salzburgo dirigido por Kosky foi publicado em 2019.